# Lista över fornlämningar i Dals-Eds kommun
Lista över fornlämningar i Dals-Eds kommun är en förteckning av ett urval av de fornlämningar som finns i Dals-Eds kommun.

## Dals-Ed
| Namn                          | Lämningstyp    | Tillkomsttid | Historisk indelning | Plats | Läge                 | ID-nr          | Bild                                 |
| ----------------------------- | -------------- | ------------ | ------------------- | ----- | -------------------- | -------------- | ------------------------------------ |
| Dals-Ed 1:1                   | Hög            |              | Dals-Ed, Dalsland   |       | 58.912927, 11.930954 | 10164600010001 | Ladda upp en bild av detta fornminne |
| Dals-Ed 2:1                   | Gravfält       |              | Dals-Ed, Dalsland   |       | 58.906575, 11.938539 | 10164600020001 | Ladda upp en bild av detta fornminne |
| Dals-Ed 3:1                   | Hög            |              | Dals-Ed, Dalsland   |       | 58.907105, 11.939023 | 10164600030001 | Ladda upp en bild av detta fornminne |
| Dals-Ed 4:1                   | Stensättning   |              | Dals-Ed, Dalsland   |       | 58.909740, 11.943023 | 10164600040001 | Ladda upp en bild av detta fornminne |
| Dals-Ed 5:2                   | Hög            |              | Dals-Ed, Dalsland   |       | 58.908241, 11.945281 | 10164600050002 | Ladda upp en bild av detta fornminne |
| Dals-Ed 6:1                   | Röse           |              | Dals-Ed, Dalsland   |       | 58.916675, 11.945370 | 10164600060001 | Ladda upp en bild av detta fornminne |
| Dals-Ed 6:2                   | Stensättning   |              | Dals-Ed, Dalsland   |       | 58.916526, 11.945326 | 10164600060002 | Ladda upp en bild av detta fornminne |
| Dals-Ed 7:1                   | Röse           |              | Dals-Ed, Dalsland   |       | 58.915376, 11.945892 | 10164600070001 | Ladda upp en bild av detta fornminne |
| Dals-Ed 8:1                   | Röse           |              | Dals-Ed, Dalsland   |       | 58.915199, 11.947540 | 10164600080001 | Ladda upp en bild av detta fornminne |
| Dals-Ed 8:2                   | Stensättning   |              | Dals-Ed, Dalsland   |       | 58.915124, 11.947379 | 10164600080002 | Ladda upp en bild av detta fornminne |
| Dals-Ed 8:3                   | Röse           |              | Dals-Ed, Dalsland   |       | 58.915034, 11.947213 | 10164600080003 | Ladda upp en bild av detta fornminne |
| Dals-Ed 9:1                   | Röse           |              | Dals-Ed, Dalsland   |       | 58.914306, 11.947870 | 10164600090001 | Ladda upp en bild av detta fornminne |
| Skansen (Dals-Ed 11:1)        | Fästning/skans |              | Dals-Ed, Dalsland   |       | 58.915291, 11.933861 | 10164600110001 | Ladda upp en bild av detta fornminne |
| Dals-Ed 12:1                  | Fästning/skans |              | Dals-Ed, Dalsland   |       | 58.913130, 11.926759 | 10164600120001 | Ladda upp en bild av detta fornminne |
| Dals-Ed 13:1                  | Stensättning   |              | Dals-Ed, Dalsland   |       | 58.920995, 11.939024 | 10164600130001 | Ladda upp en bild av detta fornminne |
| Dals-Ed 13:2                  | Stensättning   |              | Dals-Ed, Dalsland   |       | 58.920789, 11.938886 | 10164600130002 | Ladda upp en bild av detta fornminne |
| Dals-Ed 13:3                  | Stensättning   |              | Dals-Ed, Dalsland   |       | 58.920705, 11.938806 | 10164600130003 | Ladda upp en bild av detta fornminne |
| Dals-Ed 16:1                  | Gravfält       |              | Dals-Ed, Dalsland   |       | 58.904416, 11.939399 | 10164600160001 | Ladda upp en bild av detta fornminne |
| Borgels grav (Dals-Ed 19:1)   | Stensättning   |              | Dals-Ed, Dalsland   |       | 58.962806, 11.799693 | 10164600190001 | Ladda upp en bild av detta fornminne |
| Dals-Ed 21:1                  | Gravfält       |              | Dals-Ed, Dalsland   |       | 58.935980, 11.891956 | 10164600210001 | Ladda upp en bild av detta fornminne |
| Dals-Ed 26:1                  | Fästning/skans |              | Dals-Ed, Dalsland   |       | 58.902922, 11.940525 | 10164600260001 | Ladda upp en bild av detta fornminne |
| Dals-Ed 28:1                  | Fästning/skans |              | Dals-Ed, Dalsland   |       | 58.901473, 11.939445 | 10164600280001 | Ladda upp en bild av detta fornminne |
| Dals-Ed 30:1                  | Hög            |              | Dals-Ed, Dalsland   |       | 58.899456, 11.935618 | 10164600300001 | Ladda upp en bild av detta fornminne |
| Kung Rings hög (Dals-Ed 32:1) | Hög            |              | Dals-Ed, Dalsland   |       | 58.898670, 11.931664 | 10164600320001 | Ladda upp en bild av detta fornminne |
| Dals-Ed 33:1                  | Gravfält       |              | Dals-Ed, Dalsland   |       | 58.899177, 11.931335 | 10164600330001 | Ladda upp en bild av detta fornminne |
| Dals-Ed 39:1                  | Gravfält       |              | Dals-Ed, Dalsland   |       | 58.899401, 11.918985 | 10164600390001 | Ladda upp en bild av detta fornminne |
| Dals-Ed 40:1                  | Hög            |              | Dals-Ed, Dalsland   |       | 58.899691, 11.916932 | 10164600400001 | Ladda upp en bild av detta fornminne |
| Dals-Ed 40:2                  | Hög            |              | Dals-Ed, Dalsland   |       | 58.899273, 11.916695 | 10164600400002 | Ladda upp en bild av detta fornminne |
| Dals-Ed 44:1                  | Gravfält       |              | Dals-Ed, Dalsland   |       | 58.897404, 11.921576 | 10164600440001 | Ladda upp en bild av detta fornminne |
| Dals-Ed 46:1                  | Hög            |              | Dals-Ed, Dalsland   |       | 58.898511, 11.922670 | 10164600460001 | Ladda upp en bild av detta fornminne |
| Dals-Ed 47:1                  | Gravfält       |              | Dals-Ed, Dalsland   |       | 58.897376, 11.924494 | 10164600470001 | Ladda upp en bild av detta fornminne |
| Dals-Ed 49:1                  | Stensättning   |              | Dals-Ed, Dalsland   |       | 58.902700, 11.922618 | 10164600490001 | Ladda upp en bild av detta fornminne |
| Dals-Ed 50:1                  | Hög            |              | Dals-Ed, Dalsland   |       | 58.903157, 11.918644 | 10164600500001 | Ladda upp en bild av detta fornminne |
| Dals-Ed 53:1                  | Hög            |              | Dals-Ed, Dalsland   |       | 58.883371, 11.905558 | 10164600530001 | Ladda upp en bild av detta fornminne |
| Dals-Ed 54:1                  | Gravfält       |              | Dals-Ed, Dalsland   |       | 58.885152, 11.908927 | 10164600540001 | Ladda upp en bild av detta fornminne |
| Dals-Ed 57:1                  | Stensättning   |              | Dals-Ed, Dalsland   |       | 58.895118, 11.937818 | 10164600570001 | Ladda upp en bild av detta fornminne |
| Dals-Ed 57:2                  | Hög            |              | Dals-Ed, Dalsland   |       | 58.895077, 11.937333 | 10164600570002 | Ladda upp en bild av detta fornminne |
| Dals-Ed 58:1                  | Hög            |              | Dals-Ed, Dalsland   |       | 58.895172, 11.933910 | 10164600580001 | Ladda upp en bild av detta fornminne |
| Slottskullen (Dals-Ed 59:1)   | Fornborg       |              | Dals-Ed, Dalsland   |       | 58.887412, 11.940873 | 10164600590001 | Ladda upp en bild av detta fornminne |
| Tassekullen (Dals-Ed 64:1)    | Fornborg       |              | Dals-Ed, Dalsland   |       | 58.880894, 11.948008 | 10164600640001 | Ladda upp en bild av detta fornminne |
| Dals-Ed 65:1                  | Gravfält       |              | Dals-Ed, Dalsland   |       | 58.879628, 11.942821 | 10164600650001 | Ladda upp en bild av detta fornminne |
| Dals-Ed 66:1                  | Hög            |              | Dals-Ed, Dalsland   |       | 58.880307, 11.941595 | 10164600660001 | Ladda upp en bild av detta fornminne |
| Dals-Ed 67:1                  | Hög            |              | Dals-Ed, Dalsland   |       | 58.895466, 11.964042 | 10164600670001 | Ladda upp en bild av detta fornminne |
| Dals-Ed 68:1                  | Hög            |              | Dals-Ed, Dalsland   |       | 58.896504, 11.957484 | 10164600680001 | Ladda upp en bild av detta fornminne |
| Dals-Ed 68:2                  | Hög            |              | Dals-Ed, Dalsland   |       | 58.896478, 11.957234 | 10164600680002 | Ladda upp en bild av detta fornminne |
| Dals-Ed 71:1                  | Hög            |              | Dals-Ed, Dalsland   |       | 58.895687, 11.966186 | 10164600710001 | Ladda upp en bild av detta fornminne |
| Dals-Ed 73:1                  | Stensättning   |              | Dals-Ed, Dalsland   |       | 58.894096, 11.993589 | 10164600730001 | Ladda upp en bild av detta fornminne |
| Dals-Ed 74:1                  | Hög            |              | Dals-Ed, Dalsland   |       | 58.893996, 11.991944 | 10164600740001 | Ladda upp en bild av detta fornminne |
| Dals-Ed 77:1                  | Stensättning   |              | Dals-Ed, Dalsland   |       | 58.883776, 12.017376 | 10164600770001 | Ladda upp en bild av detta fornminne |
| Dals-Ed 80:1                  | Gravfält       |              | Dals-Ed, Dalsland   |       | 58.882126, 12.014346 | 10164600800001 | Ladda upp en bild av detta fornminne |
| Dals-Ed 82:1                  | Röse           |              | Dals-Ed, Dalsland   |       | 58.884475, 12.011236 | 10164600820001 | Ladda upp en bild av detta fornminne |
| Dals-Ed 82:2                  | Stensättning   |              | Dals-Ed, Dalsland   |       | 58.884538, 12.011052 | 10164600820002 | Ladda upp en bild av detta fornminne |
| Dals-Ed 82:3                  | Stensättning   |              | Dals-Ed, Dalsland   |       | 58.884633, 12.010920 | 10164600820003 | Ladda upp en bild av detta fornminne |
| Dals-Ed 85:1                  | Gravfält       |              | Dals-Ed, Dalsland   |       | 58.887918, 11.975829 | 10164600850001 | Ladda upp en bild av detta fornminne |
| Dals-Ed 86:1                  | Hög            |              | Dals-Ed, Dalsland   |       | 58.887954, 11.978092 | 10164600860001 | Ladda upp en bild av detta fornminne |
| Dals-Ed 86:2                  | Stensättning   |              | Dals-Ed, Dalsland   |       | 58.888068, 11.977734 | 10164600860002 | Ladda upp en bild av detta fornminne |
| Dals-Ed 91:1                  | Gravfält       |              | Dals-Ed, Dalsland   |       | 58.882801, 11.982459 | 10164600910001 | Ladda upp en bild av detta fornminne |
| Dals-Ed 92:1                  | Hög            |              | Dals-Ed, Dalsland   |       | 58.883202, 11.983476 | 10164600920001 | Ladda upp en bild av detta fornminne |
| Dals-Ed 93:1                  | Gravfält       |              | Dals-Ed, Dalsland   |       | 58.881557, 11.987085 | 10164600930001 | Ladda upp en bild av detta fornminne |
| Dals-Ed 96:1                  | Stenkammargrav |              | Dals-Ed, Dalsland   |       | 58.878458, 11.989533 | 10164600960001 | Ladda upp en bild av detta fornminne |
| Dals-Ed 98:1                  | Hög            |              | Dals-Ed, Dalsland   |       | 58.878730, 11.993288 | 10164600980001 | Ladda upp en bild av detta fornminne |
| Dals-Ed 101:1                 | Stensättning   |              | Dals-Ed, Dalsland   |       | 58.877878, 11.996515 | 10164601010001 | Ladda upp en bild av detta fornminne |
| Dals-Ed 101:2                 | Stensättning   |              | Dals-Ed, Dalsland   |       | 58.877767, 11.997350 | 10164601010002 | Ladda upp en bild av detta fornminne |
| Dals-Ed 101:3                 | Hög            |              | Dals-Ed, Dalsland   |       | 58.877485, 11.997643 | 10164601010003 | Ladda upp en bild av detta fornminne |
| Dals-Ed 101:4                 | Hög            |              | Dals-Ed, Dalsland   |       | 58.877382, 11.997813 | 10164601010004 | Ladda upp en bild av detta fornminne |
| Dals-Ed 102:1                 | Gravfält       |              | Dals-Ed, Dalsland   |       | 58.875597, 12.003372 | 10164601020001 | Ladda upp en bild av detta fornminne |
| Dals-Ed 109:1                 | Stensättning   |              | Dals-Ed, Dalsland   |       | 58.928577, 11.878969 | 10164601090001 | Ladda upp en bild av detta fornminne |
| Dals-Ed 110:1                 | Röse           |              | Dals-Ed, Dalsland   |       | 58.919511, 11.881955 | 10164601100001 | Ladda upp en bild av detta fornminne |
| Dals-Ed 111:1                 | Gravfält       |              | Dals-Ed, Dalsland   |       | 58.867120, 11.986871 | 10164601110001 | Ladda upp en bild av detta fornminne |
| Dals-Ed 112:1                 | Hög            |              | Dals-Ed, Dalsland   |       | 58.866256, 11.987675 | 10164601120001 | Ladda upp en bild av detta fornminne |
| Dals-Ed 115:1                 | Hög            |              | Dals-Ed, Dalsland   |       | 58.881115, 11.985342 | 10164601150001 | Ladda upp en bild av detta fornminne |
| Dals-Ed 115:2                 | Hög            |              | Dals-Ed, Dalsland   |       | 58.881286, 11.985109 | 10164601150002 | Ladda upp en bild av detta fornminne |
| Dals-Ed 117:1                 | Hög            |              | Dals-Ed, Dalsland   |       | 58.899915, 11.979519 | 10164601170001 | Ladda upp en bild av detta fornminne |
| Dals-Ed 118:1                 | Hög            |              | Dals-Ed, Dalsland   |       | 58.899489, 11.978800 | 10164601180001 | Ladda upp en bild av detta fornminne |
| Dals-Ed 118:2                 | Hög            |              | Dals-Ed, Dalsland   |       | 58.899382, 11.979279 | 10164601180002 | Ladda upp en bild av detta fornminne |
| Dals-Ed 118:3                 | Hög            |              | Dals-Ed, Dalsland   |       | 58.899287, 11.979155 | 10164601180003 | Ladda upp en bild av detta fornminne |
| Dals-Ed 118:4                 | Stensättning   |              | Dals-Ed, Dalsland   |       | 58.899477, 11.978479 | 10164601180004 | Ladda upp en bild av detta fornminne |
| Dals-Ed 119:1                 | Hög            |              | Dals-Ed, Dalsland   |       | 58.899499, 11.977402 | 10164601190001 | Ladda upp en bild av detta fornminne |
| Dals-Ed 119:2                 | Stensättning   |              | Dals-Ed, Dalsland   |       | 58.899610, 11.977219 | 10164601190002 | Ladda upp en bild av detta fornminne |
| Dals-Ed 119:3                 | Stensättning   |              | Dals-Ed, Dalsland   |       | 58.899513, 11.976535 | 10164601190003 | Ladda upp en bild av detta fornminne |
| Dals-Ed 120:1                 | Gravfält       |              | Dals-Ed, Dalsland   |       | 58.900618, 11.981730 | 10164601200001 | Ladda upp en bild av detta fornminne |
| Dals-Ed 121:1                 | Gravfält       |              | Dals-Ed, Dalsland   |       | 58.899552, 11.985546 | 10164601210001 | Ladda upp en bild av detta fornminne |
| Dals-Ed 124:1                 | Hällristning   |              | Dals-Ed, Dalsland   |       | 58.906001, 11.989878 | 10164601240001 | Ladda upp en bild av detta fornminne |
| Dals-Ed 125:1                 | Stensättning   |              | Dals-Ed, Dalsland   |       | 58.908989, 11.978864 | 10164601250001 | Ladda upp en bild av detta fornminne |
| Dals-Ed 126:1                 | Stensättning   |              | Dals-Ed, Dalsland   |       | 58.908491, 11.978182 | 10164601260001 | Ladda upp en bild av detta fornminne |
| Dals-Ed 127:1                 | Hällristning   |              | Dals-Ed, Dalsland   |       | 58.909878, 11.982950 | 10164601270001 | Ladda upp en bild av detta fornminne |
| Dals-Ed 134:1                 | Hög            |              | Dals-Ed, Dalsland   |       | 58.913397, 11.921287 | 10164601340001 | Ladda upp en bild av detta fornminne |
| Dals-Ed 134:2                 | Hög            |              | Dals-Ed, Dalsland   |       | 58.913458, 11.921111 | 10164601340002 | Ladda upp en bild av detta fornminne |
| Dals-Ed 134:3                 | Hög            |              | Dals-Ed, Dalsland   |       | 58.913346, 11.921532 | 10164601340003 | Ladda upp en bild av detta fornminne |
| Dals-Ed 136:1                 | Röse           |              | Dals-Ed, Dalsland   |       | 58.866695, 12.070646 | 10164601360001 | Ladda upp en bild av detta fornminne |
| Dals-Ed 137:1                 | Hög            |              | Dals-Ed, Dalsland   |       | 58.865933, 12.049352 | 10164601370001 | Ladda upp en bild av detta fornminne |
| Dals-Ed 138:1                 | Hög            |              | Dals-Ed, Dalsland   |       | 58.865983, 12.047463 | 10164601380001 | Ladda upp en bild av detta fornminne |
| Dals-Ed 139:1                 | Röse           |              | Dals-Ed, Dalsland   |       | 58.867743, 12.039638 | 10164601390001 | Ladda upp en bild av detta fornminne |
| Dals-Ed 139:2                 | Stensättning   |              | Dals-Ed, Dalsland   |       | 58.867715, 12.039409 | 10164601390002 | Ladda upp en bild av detta fornminne |
| Dals-Ed 139:3                 | Hög            |              | Dals-Ed, Dalsland   |       | 58.867792, 12.039859 | 10164601390003 | Ladda upp en bild av detta fornminne |
| Dals-Ed 141:1                 | Stensättning   |              | Dals-Ed, Dalsland   |       | 58.923912, 11.899327 | 10164601410001 | Ladda upp en bild av detta fornminne |
| Dals-Ed 141:2                 | Stensättning   |              | Dals-Ed, Dalsland   |       | 58.923854, 11.899539 | 10164601410002 | Ladda upp en bild av detta fornminne |
| Dals-Ed 149:1                 | Stensättning   |              | Dals-Ed, Dalsland   |       | 58.908744, 11.981087 | 10164601490001 | Ladda upp en bild av detta fornminne |
| Dals-Ed 149:2                 | Stensättning   |              | Dals-Ed, Dalsland   |       | 58.908463, 11.980781 | 10164601490002 | Ladda upp en bild av detta fornminne |
| Dals-Ed 152:1                 | Hög            |              | Dals-Ed, Dalsland   |       | 58.896442, 11.956481 | 10164601520001 | Ladda upp en bild av detta fornminne |
| Dals-Ed 158:1                 | Hög            |              | Dals-Ed, Dalsland   |       | 58.924294, 11.899878 | 10164601580001 | Ladda upp en bild av detta fornminne |
| Dals-Ed 158:2                 | Hög            |              | Dals-Ed, Dalsland   |       | 58.924698, 11.899974 | 10164601580002 | Ladda upp en bild av detta fornminne |
| Dals-Ed 171:1                 | Stensättning   |              | Dals-Ed, Dalsland   |       | 58.885742, 11.975821 | 10164601710001 | Ladda upp en bild av detta fornminne |
| Dals-Ed 203:1                 | Stensättning   |              | Dals-Ed, Dalsland   |       | 58.892328, 12.005317 | 10164602030001 | Ladda upp en bild av detta fornminne |
| Dals-Ed 204:1                 | Stensättning   |              | Dals-Ed, Dalsland   |       | 58.975023, 11.769640 | 10164602040001 | Ladda upp en bild av detta fornminne |
| Dals-Ed 205:1                 | Stensättning   |              | Dals-Ed, Dalsland   |       | 58.917427, 11.920426 | 10164602050001 | Ladda upp en bild av detta fornminne |
| Dals-Ed 205:2                 | Stensättning   |              | Dals-Ed, Dalsland   |       | 58.917532, 11.920336 | 10164602050002 | Ladda upp en bild av detta fornminne |
| Dals-Ed 206:1                 | Gravfält       |              | Dals-Ed, Dalsland   |       | 58.920839, 11.886046 | 10164602060001 | Ladda upp en bild av detta fornminne |
| Valekullen (Rölanda 13:1)     | Röse           |              | Dals-Ed, Dalsland   |       | 58.881955, 11.846993 | 10176100130001 | Ladda upp en bild av detta fornminne |

## Gesäter
| Namn                    | Lämningstyp    | Tillkomsttid | Historisk indelning | Plats | Läge                 | ID-nr          | Bild                                 |
| ----------------------- | -------------- | ------------ | ------------------- | ----- | -------------------- | -------------- | ------------------------------------ |
| Gesäter 2:1             | Hög            |              | Gesäter, Dalsland   |       | 58.783675, 11.832730 | 10167000020001 | Ladda upp en bild av detta fornminne |
| Gesäter 3:1             | Hög            |              | Gesäter, Dalsland   |       | 58.778564, 11.829217 | 10167000030001 | Ladda upp en bild av detta fornminne |
| Gesäter 3:2             | Stensättning   |              | Gesäter, Dalsland   |       | 58.778681, 11.829203 | 10167000030002 | Ladda upp en bild av detta fornminne |
| Gesäter 3:3             | Stensättning   |              | Gesäter, Dalsland   |       | 58.778771, 11.829227 | 10167000030003 | Ladda upp en bild av detta fornminne |
| Gesäter 3:4             | Hög            |              | Gesäter, Dalsland   |       | 58.778064, 11.829328 | 10167000030004 | Ladda upp en bild av detta fornminne |
| Gesäter 4:1             | Hög            |              | Gesäter, Dalsland   |       | 58.778285, 11.824061 | 10167000040001 | Ladda upp en bild av detta fornminne |
| Gesäter 6:1             | Stensättning   |              | Gesäter, Dalsland   |       | 58.768710, 11.800571 | 10167000060001 | Ladda upp en bild av detta fornminne |
| Gesäter 7:1             | Gravfält       |              | Gesäter, Dalsland   |       | 58.771465, 11.800397 | 10167000070001 | Ladda upp en bild av detta fornminne |
| Ringesten (Gesäter 9:1) | Stenkrets      |              | Gesäter, Dalsland   |       | 58.809634, 11.827829 | 10167000090001 | Ladda upp en bild av detta fornminne |
| Gesäter 10:1            | Fästning/skans |              | Gesäter, Dalsland   |       | 58.786994, 11.837278 | 10167000100001 | Ladda upp en bild av detta fornminne |
| Gesäter 13:1            | Stensättning   |              | Gesäter, Dalsland   |       | 58.787289, 11.823320 | 10167000130001 | Ladda upp en bild av detta fornminne |
| Gesäter 14:1            | Hög            |              | Gesäter, Dalsland   |       | 58.783991, 11.821465 | 10167000140001 | Ladda upp en bild av detta fornminne |
| Gesäter 15:1            | Hög            |              | Gesäter, Dalsland   |       | 58.780252, 11.817212 | 10167000150001 | Ladda upp en bild av detta fornminne |
| Gesäter 19:1            | Hög            |              | Gesäter, Dalsland   |       | 58.779551, 11.811862 | 10167000190001 | Ladda upp en bild av detta fornminne |
| Gesäter 20:1            | Hög            |              | Gesäter, Dalsland   |       | 58.777345, 11.805988 | 10167000200001 | Ladda upp en bild av detta fornminne |
| Gesäter 20:2            | Stensättning   |              | Gesäter, Dalsland   |       | 58.777044, 11.806188 | 10167000200002 | Ladda upp en bild av detta fornminne |
| Gesäter 21:1            | Stensättning   |              | Gesäter, Dalsland   |       | 58.775045, 11.821563 | 10167000210001 | Ladda upp en bild av detta fornminne |
| Gesäter 24:1            | Gravfält       |              | Gesäter, Dalsland   |       | 58.784954, 11.850520 | 10167000240001 | Ladda upp en bild av detta fornminne |
| Gesäter 34:1            | Hög            |              | Gesäter, Dalsland   |       | 58.783057, 11.832526 | 10167000340001 | Ladda upp en bild av detta fornminne |

## Håbol
| Namn                     | Lämningstyp    | Tillkomsttid | Historisk indelning | Plats | Läge                 | ID-nr          | Bild                                 |
| ------------------------ | -------------- | ------------ | ------------------- | ----- | -------------------- | -------------- | ------------------------------------ |
| Slottskullen (Håbol 1:1) | Fornborg       |              | Håbol, Dalsland     |       | 58.940801, 12.074611 | 10169500010001 | Ladda upp en bild av detta fornminne |
| Kungsgraven (Håbol 2:1)  | Stenkammargrav |              | Håbol, Dalsland     |       | 58.934864, 12.064335 | 10169500020001 | Ladda upp en bild av detta fornminne |
| Håbol 3:1                | Hög            |              | Håbol, Dalsland     |       | 58.932961, 12.055372 | 10169500030001 | Ladda upp en bild av detta fornminne |
| Håbol 4:1                | Stensättning   |              | Håbol, Dalsland     |       | 58.934446, 12.054919 | 10169500040001 | Ladda upp en bild av detta fornminne |
| Håbol 5:1                | Stensättning   |              | Håbol, Dalsland     |       | 58.936962, 12.048989 | 10169500050001 | Ladda upp en bild av detta fornminne |
| Håbol 6:1                | Gravfält       |              | Håbol, Dalsland     |       | 58.928710, 12.031648 | 10169500060001 | Ladda upp en bild av detta fornminne |
| Håbol 7:1                | Hög            |              | Håbol, Dalsland     |       | 58.927827, 12.032612 | 10169500070001 | Ladda upp en bild av detta fornminne |
| Håbol 7:2                | Hög            |              | Håbol, Dalsland     |       | 58.927738, 12.032465 | 10169500070002 | Ladda upp en bild av detta fornminne |
| Håbol 7:3                | Stensättning   |              | Håbol, Dalsland     |       | 58.927853, 12.032869 | 10169500070003 | Ladda upp en bild av detta fornminne |
| Håbol 9:1                | Hög            |              | Håbol, Dalsland     |       | 58.936065, 12.023410 | 10169500090001 | Ladda upp en bild av detta fornminne |
| Håbol 9:2                | Stensättning   |              | Håbol, Dalsland     |       | 58.935949, 12.023048 | 10169500090002 | Ladda upp en bild av detta fornminne |
| Håbol 9:3                | Stensättning   |              | Håbol, Dalsland     |       | 58.935853, 12.023149 | 10169500090003 | Ladda upp en bild av detta fornminne |
| Håbol 10:1               | Stensättning   |              | Håbol, Dalsland     |       | 58.940112, 12.016009 | 10169500100001 | Ladda upp en bild av detta fornminne |
| Håbol 10:2               | Stensättning   |              | Håbol, Dalsland     |       | 58.940013, 12.015933 | 10169500100002 | Ladda upp en bild av detta fornminne |
| Håbol 10:3               | Stensättning   |              | Håbol, Dalsland     |       | 58.939877, 12.015896 | 10169500100003 | Ladda upp en bild av detta fornminne |
| Håbol 10:4               | Hög            |              | Håbol, Dalsland     |       | 58.940154, 12.015831 | 10169500100004 | Ladda upp en bild av detta fornminne |
| Håbol 12:1               | Stensättning   |              | Håbol, Dalsland     |       | 58.925657, 12.036619 | 10169500120001 | Ladda upp en bild av detta fornminne |
| Håbol 12:2               | Stensättning   |              | Håbol, Dalsland     |       | 58.925916, 12.036808 | 10169500120002 | Ladda upp en bild av detta fornminne |
| Håbol 13:1               | Stensättning   |              | Håbol, Dalsland     |       | 58.926176, 12.034388 | 10169500130001 | Ladda upp en bild av detta fornminne |
| Håbol 13:2               | Stensättning   |              | Håbol, Dalsland     |       | 58.926258, 12.034549 | 10169500130002 | Ladda upp en bild av detta fornminne |
| Håbol 14:1               | Hög            |              | Håbol, Dalsland     |       | 58.925668, 12.033628 | 10169500140001 | Ladda upp en bild av detta fornminne |
| Håbol 15:1               | Stensättning   |              | Håbol, Dalsland     |       | 58.925936, 12.032684 | 10169500150001 | Ladda upp en bild av detta fornminne |
| Håbol 16:1               | Stensättning   |              | Håbol, Dalsland     |       | 58.921951, 12.030619 | 10169500160001 | Ladda upp en bild av detta fornminne |
| Håbol 16:2               | Stensättning   |              | Håbol, Dalsland     |       | 58.921913, 12.030413 | 10169500160002 | Ladda upp en bild av detta fornminne |
| Håbol 18:1               | Stensättning   |              | Håbol, Dalsland     |       | 58.920349, 12.025963 | 10169500180001 | Ladda upp en bild av detta fornminne |
| Håbol 18:2               | Stensättning   |              | Håbol, Dalsland     |       | 58.920355, 12.026157 | 10169500180002 | Ladda upp en bild av detta fornminne |
| Håbol 18:3               | Stensättning   |              | Håbol, Dalsland     |       | 58.920456, 12.026156 | 10169500180003 | Ladda upp en bild av detta fornminne |
| Håbol 22:1               | Stensättning   |              | Håbol, Dalsland     |       | 58.952587, 12.008937 | 10169500220001 | Ladda upp en bild av detta fornminne |
| Håbol 23:1               | Hög            |              | Håbol, Dalsland     |       | 58.954745, 12.012187 | 10169500230001 | Ladda upp en bild av detta fornminne |
| Håbol 24:1               | Gravfält       |              | Håbol, Dalsland     |       | 58.954173, 12.012055 | 10169500240001 | Ladda upp en bild av detta fornminne |
| Håbol 25:1               | Stensättning   |              | Håbol, Dalsland     |       | 58.954057, 12.012715 | 10169500250001 | Ladda upp en bild av detta fornminne |
| Håbol 25:2               | Stensättning   |              | Håbol, Dalsland     |       | 58.954183, 12.012666 | 10169500250002 | Ladda upp en bild av detta fornminne |
| Håbol 25:3               | Stensättning   |              | Håbol, Dalsland     |       | 58.953955, 12.012726 | 10169500250003 | Ladda upp en bild av detta fornminne |
| Håbol 26:1               | Hög            |              | Håbol, Dalsland     |       | 58.957345, 12.010178 | 10169500260001 | Ladda upp en bild av detta fornminne |
| Håbol 27:1               | Hög            |              | Håbol, Dalsland     |       | 58.957741, 12.009588 | 10169500270001 | Ladda upp en bild av detta fornminne |
| Håbol 27:2               | Hög            |              | Håbol, Dalsland     |       | 58.957931, 12.009348 | 10169500270002 | Ladda upp en bild av detta fornminne |
| Håbol 28:1               | Hög            |              | Håbol, Dalsland     |       | 58.958254, 12.009455 | 10169500280001 | Ladda upp en bild av detta fornminne |
| Håbol 29:1               | Hög            |              | Håbol, Dalsland     |       | 58.965571, 12.020520 | 10169500290001 | Ladda upp en bild av detta fornminne |
| Håbol 31:1               | Stensättning   |              | Håbol, Dalsland     |       | 58.965748, 12.017202 | 10169500310001 | Ladda upp en bild av detta fornminne |
| Håbol 31:2               | Stensättning   |              | Håbol, Dalsland     |       | 58.965669, 12.017041 | 10169500310002 | Ladda upp en bild av detta fornminne |
| Håbol 32:1               | Stensättning   |              | Håbol, Dalsland     |       | 58.975189, 12.026461 | 10169500320001 | Ladda upp en bild av detta fornminne |
| Håbol 33:1               | Hög            |              | Håbol, Dalsland     |       | 58.975679, 12.027202 | 10169500330001 | Ladda upp en bild av detta fornminne |
| Håbol 35:1               | Hög            |              | Håbol, Dalsland     |       | 58.999311, 11.973469 | 10169500350001 | Ladda upp en bild av detta fornminne |
| Håbol 35:2               | Hög            |              | Håbol, Dalsland     |       | 58.999187, 11.973570 | 10169500350002 | Ladda upp en bild av detta fornminne |
| Håbol 35:3               | Hög            |              | Håbol, Dalsland     |       | 58.998979, 11.973583 | 10169500350003 | Ladda upp en bild av detta fornminne |
| Håbol 36:1               | Stensättning   |              | Håbol, Dalsland     |       | 59.000241, 11.973174 | 10169500360001 | Ladda upp en bild av detta fornminne |
| Håbol 37:1               | Stensättning   |              | Håbol, Dalsland     |       | 59.001916, 11.981543 | 10169500370001 | Ladda upp en bild av detta fornminne |
| Håbol 37:2               | Stensättning   |              | Håbol, Dalsland     |       | 59.001961, 11.981917 | 10169500370002 | Ladda upp en bild av detta fornminne |
| Håbol 38:1               | Hög            |              | Håbol, Dalsland     |       | 59.001777, 11.982135 | 10169500380001 | Ladda upp en bild av detta fornminne |
| Håbol 38:2               | Stensättning   |              | Håbol, Dalsland     |       | 59.001888, 11.982285 | 10169500380002 | Ladda upp en bild av detta fornminne |
| Håbol 38:3               | Hög            |              | Håbol, Dalsland     |       | 59.001615, 11.982162 | 10169500380003 | Ladda upp en bild av detta fornminne |
| Håbol 38:4               | Hällristning   |              | Håbol, Dalsland     |       | 59.001858, 11.982512 | 10169500380004 | Ladda upp en bild av detta fornminne |
| Pengekoll (Håbol 41:1)   | Hög            |              | Håbol, Dalsland     |       | 58.981348, 11.995667 | 10169500410001 | Ladda upp en bild av detta fornminne |
| Håbol 43:1               | Hög            |              | Håbol, Dalsland     |       | 58.976295, 12.027401 | 10169500430001 | Ladda upp en bild av detta fornminne |
| Håbol 43:2               | Hög            |              | Håbol, Dalsland     |       | 58.976462, 12.027583 | 10169500430002 | Ladda upp en bild av detta fornminne |
| Håbol 43:3               | Stensättning   |              | Håbol, Dalsland     |       | 58.976481, 12.027922 | 10169500430003 | Ladda upp en bild av detta fornminne |
| Håbol 43:4               | Stensättning   |              | Håbol, Dalsland     |       | 58.976807, 12.028000 | 10169500430004 | Ladda upp en bild av detta fornminne |
| Håbol 44:1               | Hög            |              | Håbol, Dalsland     |       | 58.976691, 12.026280 | 10169500440001 | Ladda upp en bild av detta fornminne |
| Håbol 52:1               | Hög            |              | Håbol, Dalsland     |       | 59.000800, 11.982208 | 10169500520001 | Ladda upp en bild av detta fornminne |
| Håbol 52:2               | Hög            |              | Håbol, Dalsland     |       | 59.000771, 11.981971 | 10169500520002 | Ladda upp en bild av detta fornminne |
| Håbol 52:3               | Stensättning   |              | Håbol, Dalsland     |       | 59.000599, 11.981787 | 10169500520003 | Ladda upp en bild av detta fornminne |
| Håbol 52:4               | Stensättning   |              | Håbol, Dalsland     |       | 59.000655, 11.982055 | 10169500520004 | Ladda upp en bild av detta fornminne |
| Håbol 56:1               | Röse           |              | Håbol, Dalsland     |       | 58.999755, 12.114039 | 10169500560001 | Ladda upp en bild av detta fornminne |
| Håbol 59:1               | Stensättning   |              | Håbol, Dalsland     |       | 58.938822, 12.023132 | 10169500590001 | Ladda upp en bild av detta fornminne |
| Håbol 68:1               | Hög            |              | Håbol, Dalsland     |       | 59.002218, 11.987044 | 10169500680001 | Ladda upp en bild av detta fornminne |
| Håbol 68:2               | Hög            |              | Håbol, Dalsland     |       | 59.002118, 11.987056 | 10169500680002 | Ladda upp en bild av detta fornminne |
| Håbol 77:1               | Stensättning   |              | Håbol, Dalsland     |       | 58.938670, 12.047854 | 10169500770001 | Ladda upp en bild av detta fornminne |
| Håbol 79:1               | Stensättning   |              | Håbol, Dalsland     |       | 58.937989, 12.047897 | 10169500790001 | Ladda upp en bild av detta fornminne |
| Håbol 79:2               | Stensättning   |              | Håbol, Dalsland     |       | 58.937885, 12.047992 | 10169500790002 | Ladda upp en bild av detta fornminne |
| Håbol 97:1               | Stensättning   |              | Håbol, Dalsland     |       | 58.927636, 12.040257 | 10169500970001 | Ladda upp en bild av detta fornminne |
| Håbol 99:1               | Stensättning   |              | Håbol, Dalsland     |       | 58.957057, 12.119208 | 10169500990001 | Ladda upp en bild av detta fornminne |
| Håbol 101:1              | Stensättning   |              | Håbol, Dalsland     |       | 58.975643, 12.021934 | 10169501010001 | Ladda upp en bild av detta fornminne |
| Håbol 102:1              | Stensättning   |              | Håbol, Dalsland     |       | 58.973895, 12.084395 | 10169501020001 | Ladda upp en bild av detta fornminne |
| Håbol 106:1              | Stensättning   |              | Håbol, Dalsland     |       | 58.988480, 12.067565 | 10169501060001 | Ladda upp en bild av detta fornminne |
| Håbol 107:1              | Stensättning   |              | Håbol, Dalsland     |       | 58.954584, 12.013036 | 10169501070001 | Ladda upp en bild av detta fornminne |

## Nössemark
| Namn                               | Lämningstyp      | Tillkomsttid | Historisk indelning | Plats | Läge                 | ID-nr          | Bild                                 |
| ---------------------------------- | ---------------- | ------------ | ------------------- | ----- | -------------------- | -------------- | ------------------------------------ |
| Nössemark 1:1                      | Gravfält         |              | Nössemark, Dalsland |       | 59.137413, 11.851100 | 10174900010001 | Ladda upp en bild av detta fornminne |
| Nössemark 4:1                      | Stenkammargrav   |              | Nössemark, Dalsland |       | 59.194089, 11.798458 | 10174900040001 | Ladda upp en bild av detta fornminne |
| Borgekullen (Nössemark 5:1)        | Fornborg         |              | Nössemark, Dalsland |       | 59.183301, 11.811365 | 10174900050001 | Ladda upp en bild av detta fornminne |
| Nössemark 9:1                      | Gravfält         |              | Nössemark, Dalsland |       | 59.135372, 11.817887 | 10174900090001 | Ladda upp en bild av detta fornminne |
| Nössemark 10:1                     | Begravningsplats |              | Nössemark, Dalsland |       | 59.136236, 11.814241 | 10174900100001 | Ladda upp en bild av detta fornminne |
| Kolerakyrkogården (Nössemark 13:1) | Begravningsplats |              | Nössemark, Dalsland |       | 59.133921, 11.870854 | 10174900130001 | Ladda upp en bild av detta fornminne |
| Nössemark 14:1                     | Gravfält         |              | Nössemark, Dalsland |       | 59.136860, 11.839456 | 10174900140001 | Ladda upp en bild av detta fornminne |
| Nössemark 18:1                     | Röse             |              | Nössemark, Dalsland |       | 59.125571, 11.877888 | 10174900180001 | Ladda upp en bild av detta fornminne |
| Nössemark 25:1                     | Stensättning     |              | Nössemark, Dalsland |       | 59.137978, 11.848108 | 10174900250001 | Ladda upp en bild av detta fornminne |
| Jättegraven (Nössemark 28:1)       | Stenkammargrav   |              | Nössemark, Dalsland |       | 59.144073, 11.785704 | 10174900280001 | Ladda upp en bild av detta fornminne |
| Nössemark 39:1                     | Stensättning     |              | Nössemark, Dalsland |       | 59.135996, 11.830452 | 10174900390001 | Ladda upp en bild av detta fornminne |
| Nössemark 39:2                     | Stensättning     |              | Nössemark, Dalsland |       | 59.136034, 11.830149 | 10174900390002 | Ladda upp en bild av detta fornminne |
| Nössemark 39:3                     | Stensättning     |              | Nössemark, Dalsland |       | 59.136102, 11.830017 | 10174900390003 | Ladda upp en bild av detta fornminne |
| Nössemark 44:1                     | Stensättning     |              | Nössemark, Dalsland |       | 59.142313, 11.859625 | 10174900440001 | Ladda upp en bild av detta fornminne |
| Nössemark 45:1                     | Stensättning     |              | Nössemark, Dalsland |       | 59.137520, 11.862370 | 10174900450001 | Ladda upp en bild av detta fornminne |
| Nössemark 45:2                     | Stensättning     |              | Nössemark, Dalsland |       | 59.137431, 11.862763 | 10174900450002 | Ladda upp en bild av detta fornminne |
| Nössemark 45:3                     | Stensättning     |              | Nössemark, Dalsland |       | 59.137403, 11.862980 | 10174900450003 | Ladda upp en bild av detta fornminne |
| Nössemark 47:1                     | Hög              |              | Nössemark, Dalsland |       | 59.139194, 11.840153 | 10174900470001 | Ladda upp en bild av detta fornminne |
| Nössemark 47:2                     | Hög              |              | Nössemark, Dalsland |       | 59.139091, 11.840542 | 10174900470002 | Ladda upp en bild av detta fornminne |
| Nössemark 66:1                     | Hög              |              | Nössemark, Dalsland |       | 59.078812, 11.946224 | 10174900660001 | Ladda upp en bild av detta fornminne |
| Kyrkemoröset (Nössemark 73:1)      | Stensättning     |              | Nössemark, Dalsland |       | 59.139604, 11.866389 | 10174900730001 | Ladda upp en bild av detta fornminne |
| Nössemark 79:1                     | Röse             |              | Nössemark, Dalsland |       | 59.074654, 11.831143 | 10174900790001 | Ladda upp en bild av detta fornminne |
| Nössemark 94:1                     | Hög              |              | Nössemark, Dalsland |       | 59.137452, 11.832776 | 10174900940001 | Ladda upp en bild av detta fornminne |
| Nössemark 95:1                     | Stensättning     |              | Nössemark, Dalsland |       | 59.125494, 11.838625 | 10174900950001 | Ladda upp en bild av detta fornminne |
| Nössemark 95:2                     | Röse             |              | Nössemark, Dalsland |       | 59.125630, 11.838900 | 10174900950002 | Ladda upp en bild av detta fornminne |
| Nössemark 95:3                     | Stensättning     |              | Nössemark, Dalsland |       | 59.125631, 11.839116 | 10174900950003 | Ladda upp en bild av detta fornminne |
| Nössemark 100:1                    | Stensättning     |              | Nössemark, Dalsland |       | 59.132539, 11.798472 | 10174901000001 | Ladda upp en bild av detta fornminne |
| Nössemark 102:1                    | Stenkammargrav   |              | Nössemark, Dalsland |       | 59.109261, 11.795472 | 10174901020001 | Ladda upp en bild av detta fornminne |
| Nössemark 122:1                    | Stensättning     |              | Nössemark, Dalsland |       | 59.130235, 11.878250 | 10174901220001 | Ladda upp en bild av detta fornminne |

## Rölanda
| Namn                          | Lämningstyp                 | Tillkomsttid | Historisk indelning | Plats | Läge                 | ID-nr          | Bild                                 |
| ----------------------------- | --------------------------- | ------------ | ------------------- | ----- | -------------------- | -------------- | ------------------------------------ |
| Rölanda 1:1                   | Hög                         |              | Rölanda, Dalsland   |       | 58.806633, 11.886912 | 10176100010001 | Ladda upp en bild av detta fornminne |
| Rölanda 1:2                   | Stensättning                |              | Rölanda, Dalsland   |       | 58.806671, 11.887376 | 10176100010002 | Ladda upp en bild av detta fornminne |
| Rölanda 2:1                   | Hög                         |              | Rölanda, Dalsland   |       | 58.805897, 11.889558 | 10176100020001 | Ladda upp en bild av detta fornminne |
| Rölanda 2:2                   | Stensättning                |              | Rölanda, Dalsland   |       | 58.806079, 11.889282 | 10176100020002 | Ladda upp en bild av detta fornminne |
| Rölanda 3:1                   | Stensättning                |              | Rölanda, Dalsland   |       | 58.805175, 11.890541 | 10176100030001 | Ladda upp en bild av detta fornminne |
| Rölanda 3:2                   | Stensättning                |              | Rölanda, Dalsland   |       | 58.805119, 11.890840 | 10176100030002 | Ladda upp en bild av detta fornminne |
| Rölanda 3:3                   | Grav markerad av sten/block |              | Rölanda, Dalsland   |       | 58.805116, 11.891100 | 10176100030003 | Ladda upp en bild av detta fornminne |
| Rölanda 3:4                   | Grav markerad av sten/block |              | Rölanda, Dalsland   |       | 58.805216, 11.891143 | 10176100030004 | Ladda upp en bild av detta fornminne |
| Rölanda 4:1                   | Gravfält                    |              | Rölanda, Dalsland   |       | 58.805375, 11.893163 | 10176100040001 | Ladda upp en bild av detta fornminne |
| Rölanda 7:1                   | Röse                        |              | Rölanda, Dalsland   |       | 58.793905, 11.911773 | 10176100070001 | Ladda upp en bild av detta fornminne |
| Rölanda 8:1                   | Hög                         |              | Rölanda, Dalsland   |       | 58.802056, 11.906141 | 10176100080001 | Ladda upp en bild av detta fornminne |
| Rölanda 9:1                   | Hög                         |              | Rölanda, Dalsland   |       | 58.804182, 11.902245 | 10176100090001 | Ladda upp en bild av detta fornminne |
| Rölanda 9:2                   | Stensättning                |              | Rölanda, Dalsland   |       | 58.804429, 11.902067 | 10176100090002 | Ladda upp en bild av detta fornminne |
| Rölanda 10:1                  | Röse                        |              | Rölanda, Dalsland   |       | 58.804995, 11.910238 | 10176100100001 | Ladda upp en bild av detta fornminne |
| Rölanda 10:2                  | Röse                        |              | Rölanda, Dalsland   |       | 58.804613, 11.909684 | 10176100100002 | Ladda upp en bild av detta fornminne |
| Rölanda 11:1                  | Hög                         |              | Rölanda, Dalsland   |       | 58.820983, 11.889350 | 10176100110001 | Ladda upp en bild av detta fornminne |
| Rölanda 11:2                  | Hög                         |              | Rölanda, Dalsland   |       | 58.821030, 11.889051 | 10176100110002 | Ladda upp en bild av detta fornminne |
| Rölanda 11:3                  | Hög                         |              | Rölanda, Dalsland   |       | 58.820803, 11.889349 | 10176100110003 | Ladda upp en bild av detta fornminne |
| Rölanda 12:1                  | Gravfält                    |              | Rölanda, Dalsland   |       | 58.857058, 11.898026 | 10176100120001 | Ladda upp en bild av detta fornminne |
| Rölanda 12:2                  | Hög                         |              | Rölanda, Dalsland   |       | 58.856283, 11.897401 | 10176100120002 | Ladda upp en bild av detta fornminne |
| Rölanda 12:3                  | Hög                         |              | Rölanda, Dalsland   |       | 58.856103, 11.897107 | 10176100120003 | Ladda upp en bild av detta fornminne |
| Rölanda 14:1                  | Röse                        |              | Rölanda, Dalsland   |       | 58.862982, 11.864845 | 10176100140001 | Ladda upp en bild av detta fornminne |
| Rölanda 15:1                  | Röse                        |              | Rölanda, Dalsland   |       | 58.868487, 11.848025 | 10176100150001 | Ladda upp en bild av detta fornminne |
| Rölanda 16:1                  | Röse                        |              | Rölanda, Dalsland   |       | 58.869301, 11.847889 | 10176100160001 | Ladda upp en bild av detta fornminne |
| Rölanda 17:1                  | Röse                        |              | Rölanda, Dalsland   |       | 58.867908, 11.851001 | 10176100170001 | Ladda upp en bild av detta fornminne |
| Rölanda 19:1                  | Gravfält                    |              | Rölanda, Dalsland   |       | 58.878974, 11.882587 | 10176100190001 | Ladda upp en bild av detta fornminne |
| Rölanda 20:1                  | Hög                         |              | Rölanda, Dalsland   |       | 58.871131, 11.881130 | 10176100200001 | Ladda upp en bild av detta fornminne |
| Rölanda 20:2                  | Stensättning                |              | Rölanda, Dalsland   |       | 58.871024, 11.881000 | 10176100200002 | Ladda upp en bild av detta fornminne |
| Rölanda 22:1                  | Hög                         |              | Rölanda, Dalsland   |       | 58.832246, 11.917364 | 10176100220001 | Ladda upp en bild av detta fornminne |
| Rölanda 22:2                  | Stensättning                |              | Rölanda, Dalsland   |       | 58.832058, 11.917551 | 10176100220002 | Ladda upp en bild av detta fornminne |
| Rölanda 24:1                  | Fästning/skans              |              | Rölanda, Dalsland   |       | 58.802722, 11.906534 | 10176100240001 | Ladda upp en bild av detta fornminne |
| Rölanda 27:1                  | Gravfält                    |              | Rölanda, Dalsland   |       | 58.831159, 11.919399 | 10176100270001 | Ladda upp en bild av detta fornminne |
| Rölanda 28:1                  | Röse                        |              | Rölanda, Dalsland   |       | 58.829910, 11.916798 | 10176100280001 | Ladda upp en bild av detta fornminne |
| Rölanda 28:2                  | Stensättning                |              | Rölanda, Dalsland   |       | 58.830151, 11.916591 | 10176100280002 | Ladda upp en bild av detta fornminne |
| Rölanda 29:1                  | Röse                        |              | Rölanda, Dalsland   |       | 58.858272, 11.927981 | 10176100290001 | Ladda upp en bild av detta fornminne |
| Rölanda 31:1                  | Hög                         |              | Rölanda, Dalsland   |       | 58.839793, 11.939519 | 10176100310001 | Ladda upp en bild av detta fornminne |
| Rölanda 31:2                  | Hög                         |              | Rölanda, Dalsland   |       | 58.839617, 11.939465 | 10176100310002 | Ladda upp en bild av detta fornminne |
| Rölanda 31:3                  | Hög                         |              | Rölanda, Dalsland   |       | 58.839491, 11.939283 | 10176100310003 | Ladda upp en bild av detta fornminne |
| Rölanda 32:1                  | Hög                         |              | Rölanda, Dalsland   |       | 58.838946, 11.938842 | 10176100320001 | Ladda upp en bild av detta fornminne |
| Rölanda 33:1                  | Hög                         |              | Rölanda, Dalsland   |       | 58.823340, 11.928031 | 10176100330001 | Ladda upp en bild av detta fornminne |
| Likbränneriet (Rölanda 34:1)  | Röse                        |              | Rölanda, Dalsland   |       | 58.848622, 11.943546 | 10176100340001 | Ladda upp en bild av detta fornminne |
| Rölanda 35:1                  | Stensättning                |              | Rölanda, Dalsland   |       | 58.848668, 11.936153 | 10176100350001 | Ladda upp en bild av detta fornminne |
| Rölanda 36:1                  | Stensättning                |              | Rölanda, Dalsland   |       | 58.846107, 11.933754 | 10176100360001 | Ladda upp en bild av detta fornminne |
| Rölanda 37:1                  | Stensättning                |              | Rölanda, Dalsland   |       | 58.854510, 11.946338 | 10176100370001 | Ladda upp en bild av detta fornminne |
| Rölanda 38:1                  | Röse                        |              | Rölanda, Dalsland   |       | 58.857695, 11.956329 | 10176100380001 | Ladda upp en bild av detta fornminne |
| Rölanda 39:1                  | Hög                         |              | Rölanda, Dalsland   |       | 58.858542, 11.977965 | 10176100390001 | Ladda upp en bild av detta fornminne |
| Rölanda 39:2                  | Hög                         |              | Rölanda, Dalsland   |       | 58.858391, 11.978190 | 10176100390002 | Ladda upp en bild av detta fornminne |
| Rölanda 39:3                  | Hög                         |              | Rölanda, Dalsland   |       | 58.858012, 11.978240 | 10176100390003 | Ladda upp en bild av detta fornminne |
| Rölanda 39:4                  | Hög                         |              | Rölanda, Dalsland   |       | 58.857822, 11.978161 | 10176100390004 | Ladda upp en bild av detta fornminne |
| Ätthögarna (Rölanda 40:1)     | Gravfält                    |              | Rölanda, Dalsland   |       | 58.851616, 11.979936 | 10176100400001 | Ladda upp en bild av detta fornminne |
| Rölanda 41:1                  | Hög                         |              | Rölanda, Dalsland   |       | 58.840305, 11.993520 | 10176100410001 | Ladda upp en bild av detta fornminne |
| Rölanda 41:2                  | Hög                         |              | Rölanda, Dalsland   |       | 58.840047, 11.993230 | 10176100410002 | Ladda upp en bild av detta fornminne |
| Rölanda 42:1                  | Hög                         |              | Rölanda, Dalsland   |       | 58.849809, 11.979468 | 10176100420001 | Ladda upp en bild av detta fornminne |
| Rölanda 43:1                  | Hög                         |              | Rölanda, Dalsland   |       | 58.851687, 11.991770 | 10176100430001 | Ladda upp en bild av detta fornminne |
| Rölanda 44:1                  | Fornborg                    |              | Rölanda, Dalsland   |       | 58.828680, 11.841548 | 10176100440001 | Ladda upp en bild av detta fornminne |
| Rölanda 45:1                  | Hög                         |              | Rölanda, Dalsland   |       | 58.824005, 11.989552 | 10176100450001 | Ladda upp en bild av detta fornminne |
| Rölanda 45:2                  | Stensättning                |              | Rölanda, Dalsland   |       | 58.823894, 11.989571 | 10176100450002 | Ladda upp en bild av detta fornminne |
| Rölanda 46:1                  | Stensättning                |              | Rölanda, Dalsland   |       | 58.808149, 12.017934 | 10176100460001 | Ladda upp en bild av detta fornminne |
| Rölanda 49:1                  | Stensättning                |              | Rölanda, Dalsland   |       | 58.841052, 11.950729 | 10176100490001 | Ladda upp en bild av detta fornminne |
| Rölanda 49:2                  | Stensättning                |              | Rölanda, Dalsland   |       | 58.841151, 11.950912 | 10176100490002 | Ladda upp en bild av detta fornminne |
| Rölanda 50:1                  | Stensättning                |              | Rölanda, Dalsland   |       | 58.842046, 11.958002 | 10176100500001 | Ladda upp en bild av detta fornminne |
| Rölanda 51:1                  | Stensättning                |              | Rölanda, Dalsland   |       | 58.844539, 11.932271 | 10176100510001 | Ladda upp en bild av detta fornminne |
| Rölanda 53:1                  | Stensättning                |              | Rölanda, Dalsland   |       | 58.818590, 11.916717 | 10176100530001 | Ladda upp en bild av detta fornminne |
| Rölanda 53:2                  | Stensättning                |              | Rölanda, Dalsland   |       | 58.818373, 11.916302 | 10176100530002 | Ladda upp en bild av detta fornminne |
| Rölanda 54:1                  | Röse                        |              | Rölanda, Dalsland   |       | 58.819239, 11.915798 | 10176100540001 | Ladda upp en bild av detta fornminne |
| Rölanda 54:2                  | Stensättning                |              | Rölanda, Dalsland   |       | 58.819374, 11.916000 | 10176100540002 | Ladda upp en bild av detta fornminne |
| Rölanda 55:1                  | Stensättning                |              | Rölanda, Dalsland   |       | 58.833163, 11.929450 | 10176100550001 | Ladda upp en bild av detta fornminne |
| Rölanda 57:1                  | Stensättning                |              | Rölanda, Dalsland   |       | 58.835433, 11.933549 | 10176100570001 | Ladda upp en bild av detta fornminne |
| Rölanda 57:2                  | Hög                         |              | Rölanda, Dalsland   |       | 58.835391, 11.933252 | 10176100570002 | Ladda upp en bild av detta fornminne |
| Rölanda 62:1                  | Hög                         |              | Rölanda, Dalsland   |       | 58.846662, 11.921323 | 10176100620001 | Ladda upp en bild av detta fornminne |
| Rölanda 63:1                  | Gravfält                    |              | Rölanda, Dalsland   |       | 58.853606, 11.921897 | 10176100630001 | Ladda upp en bild av detta fornminne |
| Rölanda 64:1                  | Stensättning                |              | Rölanda, Dalsland   |       | 58.841329, 11.942194 | 10176100640001 | Ladda upp en bild av detta fornminne |
| Rölanda 66:1                  | Stensättning                |              | Rölanda, Dalsland   |       | 58.862090, 11.967523 | 10176100660001 | Ladda upp en bild av detta fornminne |
| Rölanda 67:1                  | Stensättning                |              | Rölanda, Dalsland   |       | 58.857255, 11.968972 | 10176100670001 | Ladda upp en bild av detta fornminne |
| Rölanda 83:1                  | Stensättning                |              | Rölanda, Dalsland   |       | 58.807161, 12.015849 | 10176100830001 | Ladda upp en bild av detta fornminne |
| Rölanda 83:2                  | Stensättning                |              | Rölanda, Dalsland   |       | 58.807068, 12.015974 | 10176100830002 | Ladda upp en bild av detta fornminne |
| Rölanda 83:3                  | Stensättning                |              | Rölanda, Dalsland   |       | 58.806767, 12.016319 | 10176100830003 | Ladda upp en bild av detta fornminne |
| Rölanda 83:4                  | Stensättning                |              | Rölanda, Dalsland   |       | 58.806674, 12.016445 | 10176100830004 | Ladda upp en bild av detta fornminne |
| Rölanda 84:1                  | Stensättning                |              | Rölanda, Dalsland   |       | 58.811843, 12.011735 | 10176100840001 | Ladda upp en bild av detta fornminne |
| Rölanda 85:1                  | Hög                         |              | Rölanda, Dalsland   |       | 58.809959, 12.009727 | 10176100850001 | Ladda upp en bild av detta fornminne |
| Rölanda 85:2                  | Hög                         |              | Rölanda, Dalsland   |       | 58.809734, 12.009801 | 10176100850002 | Ladda upp en bild av detta fornminne |
| Rölanda 87:1                  | Röse                        |              | Rölanda, Dalsland   |       | 58.808177, 12.009434 | 10176100870001 | Ladda upp en bild av detta fornminne |
| Rölanda 88:1                  | Stensättning                |              | Rölanda, Dalsland   |       | 58.832937, 12.007754 | 10176100880001 | Ladda upp en bild av detta fornminne |
| Rölanda 98:1                  | Stensättning                |              | Rölanda, Dalsland   |       | 58.871245, 11.882343 | 10176100980001 | Ladda upp en bild av detta fornminne |
| Rölanda 98:2                  | Stensättning                |              | Rölanda, Dalsland   |       | 58.871667, 11.882157 | 10176100980002 | Ladda upp en bild av detta fornminne |
| Rölanda 98:3                  | Stensättning                |              | Rölanda, Dalsland   |       | 58.871756, 11.881963 | 10176100980003 | Ladda upp en bild av detta fornminne |
| Rölanda 98:4                  | Hög                         |              | Rölanda, Dalsland   |       | 58.871853, 11.881788 | 10176100980004 | Ladda upp en bild av detta fornminne |
| Rölanda 99:1                  | Stensättning                |              | Rölanda, Dalsland   |       | 58.859698, 11.884748 | 10176100990001 | Ladda upp en bild av detta fornminne |
| Rölanda 99:2                  | Stensättning                |              | Rölanda, Dalsland   |       | 58.859545, 11.884471 | 10176100990002 | Ladda upp en bild av detta fornminne |
| Rölanda 100:1                 | Stensättning                |              | Rölanda, Dalsland   |       | 58.845569, 11.892710 | 10176101000001 | Ladda upp en bild av detta fornminne |
| Rölanda 101:1                 | Röse                        |              | Rölanda, Dalsland   |       | 58.856443, 11.867030 | 10176101010001 | Ladda upp en bild av detta fornminne |
| Rölanda 101:2                 | Stensättning                |              | Rölanda, Dalsland   |       | 58.856344, 11.866868 | 10176101010002 | Ladda upp en bild av detta fornminne |
| Rölanda 102:1                 | Röse                        |              | Rölanda, Dalsland   |       | 58.866454, 11.859474 | 10176101020001 | Ladda upp en bild av detta fornminne |
| Rölanda 103:1                 | Hög                         |              | Rölanda, Dalsland   |       | 58.864849, 11.890240 | 10176101030001 | Ladda upp en bild av detta fornminne |
| Höga rös (Rölanda 104:1)      | Röse                        |              | Rölanda, Dalsland   |       | 58.836532, 11.876868 | 10176101040001 | Ladda upp en bild av detta fornminne |
| Rölanda 105:1                 | Stensättning                |              | Rölanda, Dalsland   |       | 58.840205, 11.880181 | 10176101050001 | Ladda upp en bild av detta fornminne |
| Rölanda 106:1                 | Röse                        |              | Rölanda, Dalsland   |       | 58.836882, 11.887613 | 10176101060001 | Ladda upp en bild av detta fornminne |
| Rölanda 107:1                 | Hög                         |              | Rölanda, Dalsland   |       | 58.836279, 11.892187 | 10176101070001 | Ladda upp en bild av detta fornminne |
| Rölanda 107:2                 | Hög                         |              | Rölanda, Dalsland   |       | 58.836197, 11.892384 | 10176101070002 | Ladda upp en bild av detta fornminne |
| Rölanda 108:1                 | Stensättning                |              | Rölanda, Dalsland   |       | 58.839896, 11.895023 | 10176101080001 | Ladda upp en bild av detta fornminne |
| Rölanda 109:1                 | Gravfält                    |              | Rölanda, Dalsland   |       | 58.840302, 11.892717 | 10176101090001 | Ladda upp en bild av detta fornminne |
| Rölanda 110:1                 | Hög                         |              | Rölanda, Dalsland   |       | 58.845241, 11.896642 | 10176101100001 | Ladda upp en bild av detta fornminne |
| Rölanda 112:1                 | Stensättning                |              | Rölanda, Dalsland   |       | 58.839219, 11.893173 | 10176101120001 | Ladda upp en bild av detta fornminne |
| Rölanda 115:1                 | Gravfält                    |              | Rölanda, Dalsland   |       | 58.834599, 11.889106 | 10176101150001 | Ladda upp en bild av detta fornminne |
| Rölanda 117:1                 | Gravfält                    |              | Rölanda, Dalsland   |       | 58.854839, 11.926697 | 10176101170001 | Ladda upp en bild av detta fornminne |
| Rölanda 140:1                 | Stensättning                |              | Rölanda, Dalsland   |       | 58.809694, 11.881579 | 10176101400001 | Ladda upp en bild av detta fornminne |
| Prästkullarör (Töftedal 58:1) | Röse                        |              | Rölanda, Dalsland   |       | 58.873235, 11.824811 | 10180800580001 | Ladda upp en bild av detta fornminne |

## Töftedal
| Namn           | Lämningstyp                 | Tillkomsttid | Historisk indelning | Plats | Läge                 | ID-nr          | Bild                                 |
| -------------- | --------------------------- | ------------ | ------------------- | ----- | -------------------- | -------------- | ------------------------------------ |
| Töftedal 1:1   | Stensättning                |              | Töftedal, Dalsland  |       | 58.909469, 11.698704 | 10180800010001 | Ladda upp en bild av detta fornminne |
| Töftedal 1:2   | Hög                         |              | Töftedal, Dalsland  |       | 58.909385, 11.698804 | 10180800010002 | Ladda upp en bild av detta fornminne |
| Töftedal 1:3   | Hög                         |              | Töftedal, Dalsland  |       | 58.909287, 11.699010 | 10180800010003 | Ladda upp en bild av detta fornminne |
| Töftedal 1:4   | Hög                         |              | Töftedal, Dalsland  |       | 58.909169, 11.699027 | 10180800010004 | Ladda upp en bild av detta fornminne |
| Töftedal 2:1   | Gravfält                    |              | Töftedal, Dalsland  |       | 58.905675, 11.705735 | 10180800020001 | Ladda upp en bild av detta fornminne |
| Töftedal 3:1   | Stensättning                |              | Töftedal, Dalsland  |       | 58.900978, 11.668275 | 10180800030001 | Ladda upp en bild av detta fornminne |
| Töftedal 4:1   | Röse                        |              | Töftedal, Dalsland  |       | 58.904310, 11.665770 | 10180800040001 | Ladda upp en bild av detta fornminne |
| Töftedal 4:2   | Stensättning                |              | Töftedal, Dalsland  |       | 58.904206, 11.666008 | 10180800040002 | Ladda upp en bild av detta fornminne |
| Töftedal 6:1   | Hög                         |              | Töftedal, Dalsland  |       | 58.896122, 11.681712 | 10180800060001 | Ladda upp en bild av detta fornminne |
| Töftedal 6:2   | Hög                         |              | Töftedal, Dalsland  |       | 58.896247, 11.681797 | 10180800060002 | Ladda upp en bild av detta fornminne |
| Töftedal 7:1   | Röse                        |              | Töftedal, Dalsland  |       | 58.893439, 11.688607 | 10180800070001 | Ladda upp en bild av detta fornminne |
| Töftedal 7:2   | Röse                        |              | Töftedal, Dalsland  |       | 58.893296, 11.688520 | 10180800070002 | Ladda upp en bild av detta fornminne |
| Töftedal 8:1   | Stensättning                |              | Töftedal, Dalsland  |       | 58.893068, 11.689630 | 10180800080001 | Ladda upp en bild av detta fornminne |
| Töftedal 9:1   | Stensättning                |              | Töftedal, Dalsland  |       | 58.893288, 11.690643 | 10180800090001 | Ladda upp en bild av detta fornminne |
| Töftedal 9:2   | Stensättning                |              | Töftedal, Dalsland  |       | 58.892958, 11.690918 | 10180800090002 | Ladda upp en bild av detta fornminne |
| Töftedal 11:1  | Röse                        |              | Töftedal, Dalsland  |       | 58.920338, 11.662328 | 10180800110001 | Ladda upp en bild av detta fornminne |
| Töftedal 11:2  | Stensättning                |              | Töftedal, Dalsland  |       | 58.920448, 11.661970 | 10180800110002 | Ladda upp en bild av detta fornminne |
| Töftedal 14:1  | Stensättning                |              | Töftedal, Dalsland  |       | 58.889406, 11.695376 | 10180800140001 | Ladda upp en bild av detta fornminne |
| Töftedal 17:1  | Röse                        |              | Töftedal, Dalsland  |       | 58.811207, 11.797121 | 10180800170001 | Ladda upp en bild av detta fornminne |
| Töftedal 18:1  | Stensättning                |              | Töftedal, Dalsland  |       | 58.812328, 11.797399 | 10180800180001 | Ladda upp en bild av detta fornminne |
| Töftedal 18:2  | Stensättning                |              | Töftedal, Dalsland  |       | 58.812269, 11.797708 | 10180800180002 | Ladda upp en bild av detta fornminne |
| Töftedal 19:1  | Stensättning                |              | Töftedal, Dalsland  |       | 58.812775, 11.807907 | 10180800190001 | Ladda upp en bild av detta fornminne |
| Töftedal 20:1  | Hög                         |              | Töftedal, Dalsland  |       | 58.836422, 11.793723 | 10180800200001 | Ladda upp en bild av detta fornminne |
| Töftedal 21:1  | Röse                        |              | Töftedal, Dalsland  |       | 58.843555, 11.774956 | 10180800210001 | Ladda upp en bild av detta fornminne |
| Töftedal 22:1  | Stensättning                |              | Töftedal, Dalsland  |       | 58.832958, 11.784661 | 10180800220001 | Ladda upp en bild av detta fornminne |
| Töftedal 22:2  | Stensättning                |              | Töftedal, Dalsland  |       | 58.832693, 11.784574 | 10180800220002 | Ladda upp en bild av detta fornminne |
| Töftedal 22:3  | Stensättning                |              | Töftedal, Dalsland  |       | 58.832574, 11.784679 | 10180800220003 | Ladda upp en bild av detta fornminne |
| Töftedal 22:4  | Stensättning                |              | Töftedal, Dalsland  |       | 58.832139, 11.784695 | 10180800220004 | Ladda upp en bild av detta fornminne |
| Töftedal 23:1  | Hög                         |              | Töftedal, Dalsland  |       | 58.832931, 11.786646 | 10180800230001 | Ladda upp en bild av detta fornminne |
| Töftedal 32:1  | Stensättning                |              | Töftedal, Dalsland  |       | 58.834372, 11.739825 | 10180800320001 | Ladda upp en bild av detta fornminne |
| Töftedal 36:1  | Röse                        |              | Töftedal, Dalsland  |       | 58.920717, 11.670686 | 10180800360001 | Ladda upp en bild av detta fornminne |
| Töftedal 36:2  | Stensättning                |              | Töftedal, Dalsland  |       | 58.920750, 11.670046 | 10180800360002 | Ladda upp en bild av detta fornminne |
| Töftedal 42:1  | Röse                        |              | Töftedal, Dalsland  |       | 58.860330, 11.818855 | 10180800420001 | Ladda upp en bild av detta fornminne |
| Töftedal 47:1  | Gravfält                    |              | Töftedal, Dalsland  |       | 58.974821, 11.690212 | 10180800470001 | Ladda upp en bild av detta fornminne |
| Töftedal 49:1  | Grav markerad av sten/block |              | Töftedal, Dalsland  |       | 58.986748, 11.699571 | 10180800490001 | Ladda upp en bild av detta fornminne |
| Töftedal 63:1  | Röse                        |              | Töftedal, Dalsland  |       | 58.834336, 11.824211 | 10180800630001 | Ladda upp en bild av detta fornminne |
| Töftedal 65:1  | Gravfält                    |              | Töftedal, Dalsland  |       | 58.847227, 11.718275 | 10180800650001 | Ladda upp en bild av detta fornminne |
| Töftedal 67:1  | Stensättning                |              | Töftedal, Dalsland  |       | 58.851389, 11.716947 | 10180800670001 | Ladda upp en bild av detta fornminne |
| Töftedal 74:1  | Stensättning                |              | Töftedal, Dalsland  |       | 58.833631, 11.739850 | 10180800740001 | Ladda upp en bild av detta fornminne |
| Töftedal 75:1  | Stensättning                |              | Töftedal, Dalsland  |       | 58.842252, 11.714874 | 10180800750001 | Ladda upp en bild av detta fornminne |
| Töftedal 78:1  | Stensättning                |              | Töftedal, Dalsland  |       | 58.834710, 11.797340 | 10180800780001 | Ladda upp en bild av detta fornminne |
| Töftedal 86:1  | Stensättning                |              | Töftedal, Dalsland  |       | 58.931396, 11.680956 | 10180800860001 | Ladda upp en bild av detta fornminne |
| Töftedal 92:1  | Stensättning                |              | Töftedal, Dalsland  |       | 58.849747, 11.726325 | 10180800920001 | Ladda upp en bild av detta fornminne |
| Töftedal 122:1 | Stensättning                |              | Töftedal, Dalsland  |       | 58.922963, 11.664326 | 10180801220001 | Ladda upp en bild av detta fornminne |
| Töftedal 122:2 | Stensättning                |              | Töftedal, Dalsland  |       | 58.922843, 11.664406 | 10180801220002 | Ladda upp en bild av detta fornminne |
| Töftedal 122:3 | Stensättning                |              | Töftedal, Dalsland  |       | 58.922744, 11.664623 | 10180801220003 | Ladda upp en bild av detta fornminne |
| Töftedal 122:4 | Stensättning                |              | Töftedal, Dalsland  |       | 58.922592, 11.665319 | 10180801220004 | Ladda upp en bild av detta fornminne |
| Töftedal 123:1 | Stensättning                |              | Töftedal, Dalsland  |       | 58.916433, 11.671785 | 10180801230001 | Ladda upp en bild av detta fornminne |
| Töftedal 131:1 | Stensättning                |              | Töftedal, Dalsland  |       | 58.951746, 11.697313 | 10180801310001 | Ladda upp en bild av detta fornminne |
| Töftedal 133:1 | Stensättning                |              | Töftedal, Dalsland  |       | 58.947481, 11.698641 | 10180801330001 | Ladda upp en bild av detta fornminne |
| Töftedal 141:1 | Röse                        |              | Töftedal, Dalsland  |       | 58.833979, 11.824060 | 10180801410001 | Ladda upp en bild av detta fornminne |
| Töftedal 141:2 | Stensättning                |              | Töftedal, Dalsland  |       | 58.833915, 11.824293 | 10180801410002 | Ladda upp en bild av detta fornminne |
| Töftedal 141:3 | Stensättning                |              | Töftedal, Dalsland  |       | 58.833802, 11.824157 | 10180801410003 | Ladda upp en bild av detta fornminne |
| Töftedal 142:1 | Röse                        |              | Töftedal, Dalsland  |       | 58.833854, 11.821830 | 10180801420001 | Ladda upp en bild av detta fornminne |
| Töftedal 158:1 | Gravfält                    |              | Töftedal, Dalsland  |       | 58.983289, 11.720092 | 10180801580001 | Ladda upp en bild av detta fornminne |
| Töftedal 160:1 | Röse                        |              | Töftedal, Dalsland  |       | 58.977759, 11.722237 | 10180801600001 | Ladda upp en bild av detta fornminne |
| Töftedal 161:1 | Stensättning                |              | Töftedal, Dalsland  |       | 58.979921, 11.720790 | 10180801610001 | Ladda upp en bild av detta fornminne |
| Töftedal 161:2 | Stensättning                |              | Töftedal, Dalsland  |       | 58.979702, 11.720736 | 10180801610002 | Ladda upp en bild av detta fornminne |
| Töftedal 167:1 | Stensättning                |              | Töftedal, Dalsland  |       | 58.918964, 11.683286 | 10180801670001 | Ladda upp en bild av detta fornminne |
| Töftedal 167:2 | Stensättning                |              | Töftedal, Dalsland  |       | 58.918826, 11.683177 | 10180801670002 | Ladda upp en bild av detta fornminne |
| Töftedal 167:3 | Hög                         |              | Töftedal, Dalsland  |       | 58.918684, 11.683007 | 10180801670003 | Ladda upp en bild av detta fornminne |
| Töftedal 167:4 | Stensättning                |              | Töftedal, Dalsland  |       | 58.918519, 11.682915 | 10180801670004 | Ladda upp en bild av detta fornminne |
| Töftedal 168:1 | Stensättning                |              | Töftedal, Dalsland  |       | 58.919272, 11.684251 | 10180801680001 | Ladda upp en bild av detta fornminne |
| Töftedal 169:1 | Stensättning                |              | Töftedal, Dalsland  |       | 58.904238, 11.743380 | 10180801690001 | Ladda upp en bild av detta fornminne |
| Töftedal 171:1 | Röse                        |              | Töftedal, Dalsland  |       | 58.902640, 11.743709 | 10180801710001 | Ladda upp en bild av detta fornminne |
| Töftedal 180:1 | Röse                        |              | Töftedal, Dalsland  |       | 58.866737, 11.824262 | 10180801800001 | Ladda upp en bild av detta fornminne |
| Töftedal 183   | Stensättning                |              | Töftedal, Dalsland  |       | 58.874605, 11.797055 | 12000000024631 | Ladda upp en bild av detta fornminne |
| Töftedal 185   | Stensättning                |              | Töftedal, Dalsland  |       | 58.873118, 11.796940 | 12000000024633 | Ladda upp en bild av detta fornminne |
| Töftedal 214   | Stensättning                |              | Töftedal, Dalsland  |       | 58.841070, 11.832092 | 12000000041810 | Ladda upp en bild av detta fornminne |
| Töftedal 230   | Stensättning                |              | Töftedal, Dalsland  |       | 58.873117, 11.796916 | 12000000065797 | Ladda upp en bild av detta fornminne |
| Töftedal 233   | Stensättning                |              | Töftedal, Dalsland  |       | 58.874595, 11.797057 | 12000000065811 | Ladda upp en bild av detta fornminne |
| Töftedal 237   | Stensättning                |              | Töftedal, Dalsland  |       | 58.864159, 11.817801 | 12000000109655 | Ladda upp en bild av detta fornminne |
| Töftedal 249   | Stensättning                |              | Töftedal, Dalsland  |       | 58.872540, 11.798414 | 12000000109671 | Ladda upp en bild av detta fornminne |